# Космічний запуск

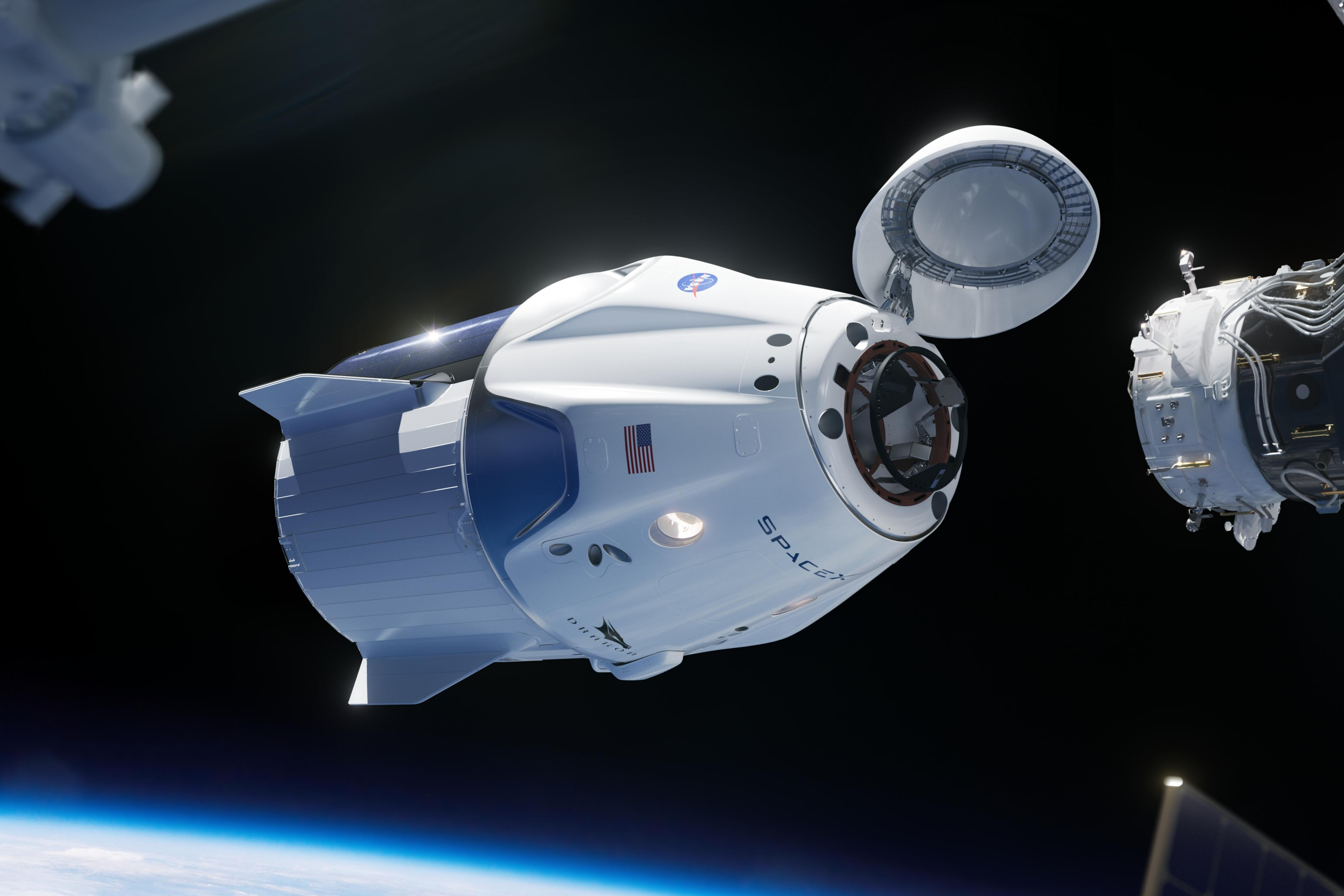
SpaceX Crew Dragon.

Космічний запуск — це найперша частина польоту, яка досягає космосу. Космічний запуск передбачає зліт, коли ракета чи інша космічна ракета-носій відривається від землі, плавучого корабля чи літального апарата на початку польоту. Підйом буває двох основних типів: запуск ракети (сучасний звичайний метод) і неракетний космічний запуск (де використовуються інші форми руху, включаючи повітряні реактивні двигуни чи інші види).

## Проблеми з досягненням до космосу

### Визначення космічного простору
Між атмосферою Землі та космосом немає чіткої межі, оскільки щільність атмосфери поступово зменшується зі збільшенням висоти. Існує кілька стандартних позначень меж, а саме:
- Fédération Aéronautique Internationale встановила лінію Кармана на висоті 100 кілометрів, як робоче визначення межі між аеронавтикою та космонавтикою. Це використовується тому, що на висоті близько 100 кілометрів, як підрахував Теодор фон Карман, транспортний засіб мав би рухатися швидше, ніж орбітальна швидкість, щоб отримати достатню аеродинамічну підйомну силу від атмосфери, щоб підтримувати себе.
- Сполучені Штати позначають людей, які подорожують на висоті понад 80 кілометрів, астронавтами.
- Космічний човник НАСА використовував 400 000 футів, або 120 кілометрів, як висоту входу в атмосферу (так званий інтерфейс входу), який приблизно позначає межу, де атмосферний опір стає помітним, таким чином починаючи процес перемикання від керування двигунами до маневрування за допомогою аеродинамічних рулів.

У 2009 році вчені повідомили про детальні вимірювання за допомогою Supra-Thermal Ion Imager (прилад, який вимірює напрямок і швидкість іонів), що дозволило їм встановити межу на висоті 118 кілометрів, над Землею. Кордон являє собою середину поступового переходу протягом десятків кілометрів від відносно м’яких вітрів земної атмосфери до більш бурхливих потоків заряджених частинок у космосі, які можуть досягати швидкості понад 268 м/с.

### Енергія
Тому, за визначенням, для здійснення космічного польоту необхідна достатня висота. Це означає, що необхідно подолати мінімальну гравітаційну потенційну енергію: для лінії Кармана це приблизно 1 МДж/кг. W=mgh, m=1 кг, g=9,82 м/с2, h=105м. W=1*9,82*105≈106Дж/кг=1 МДж/кг
На практиці потрібна більша енергія, ніж ця, через втрати, такі як опор повітря, пропульсивна ефективність, циклічна ефективність двигунів, які використовуються, і гравітаційний опір.
За останні п'ятдесят років космічний політ зазвичай означав залишатися в космосі протягом певного періоду часу, а не підніматися вгору і негайно падати назад на землю. Це передбачає орбіту, яка здебільшого залежить від швидкості, а не висоти, хоча це не означає, що тертя повітря та відповідні висоти по відношенню до цього й орбіти не потрібно брати до уваги. На набагато більших висотах, ніж на багатьох орбітальних висотах, підтримуваних супутниками, висота починає ставати все більшим фактором, а швидкість — меншим. На менших висотах через високу швидкість, необхідну для перебування на орбіті, тертя повітря є дуже важливим фактором, який впливає на супутники, набагато більше, ніж у популярному уявленні про космос. На ще менших висотах повітряні кулі без швидкості руху можуть виконувати багато ролей, які виконують супутники.

### Сила-G,
Багато вантажів, особливо люди, мають обмежувальну силу перевантаження, яку вони можуть витримати. Для людини це приблизно 3-6 g. Деякі пускові установки, такі як гарматні пускові установки, давали б прискорення в сотні або тисячі g і, отже, абсолютно непридатні.

### Надійність
Пускові установки різняться залежно від їх надійності для досягнення місії.

### Безпека
Безпека - це ймовірність заподіяння травми або втрати життя. Ненадійні пускові установки не обов’язково є небезпечними, тоді як надійні пускові установки зазвичай, але не завжди безпечні.

### Оптимізація траєкторії
Оптимізація траєкторії — це процес проектування траєкторії, який мінімізує (або максимізує) деяку міру продуктивності, задовольняючи набір обмежень. Взагалі кажучи, оптимізація траєкторії — це техніка для обчислення розв’язання задачі оптимального керування без циклу. Він часто використовується для систем, де обчислення повного замкнутого циклу не вимагається, є непрактичним або неможливим. Якщо задачу оптимізації траєкторії можна розв’язати зі швидкістю, оберненою константою Ліпшица, то її можна використовувати ітеративно для створення замкнутого розв’язку в розумінні Каратеодорі. Якщо для задачі нескінченного горизонту виконується лише перший крок траєкторії, це називається моделлю прогнозованого керування (MPC).
Хоча ідея оптимізації траєкторії існує вже сотні років (варіаційне числення, проблема брахістохрони), вона стала практичною для реальних проблем лише з появою комп’ютера. Багато з початкових застосувань оптимізації траєкторії були в аерокосмічній промисловості, обчислення траєкторій запуску ракет і ракет. Зовсім недавно оптимізацію траєкторії також використовували в широкому спектрі промислових процесів і робототехніки.

### Викиди вуглецю
Багато ракет використовують викопне паливо. Наприклад, ракета SpaceX Falcon Heavy спалює 400 метричних тонн гасу та викидає більше вуглекислого газу за кілька хвилин, ніж середній автомобіль за понад два століття. Оскільки очікується, що в найближчі роки кількість запусків ракет значно зросте, очікується, що вплив виведення на орбіту на Землю стане набагато гіршим. [нейтральність спірна] Деякі виробники ракет (наприклад, Orbex, ArianeGroup) використовують інші способи запуску. види палива (наприклад, біопропан, метан, отриманий з біомаси).

## Стійкий космічний політ

### Суборбітальний запуск
Суборбітальний космічний політ — це будь-який космічний запуск, який досягає космосу, не здійснюючи повного оберту навколо планети, і вимагає максимальної швидкості близько 1 км/с лише для досягнення космосу та до 7 км/с для більшої відстані, наприклад міжконтинентальний космічний політ. Прикладом суборбітального польоту може бути балістична ракета, або майбутній туристичний політ, такий як Virgin Galactic, або міжконтинентальний транспортний політ, як SpaceLiner. Будь-який космічний запуск без корекції оптимізації орбіти для досягнення стабільної орбіти призведе до суборбітального космічного польоту, якщо немає достатньої тяги, щоб повністю покинути орбіту.

### Орбітальний запуск
Крім того, якщо необхідна орбіта, тоді має бути згенерована набагато більша кількість енергії, щоб надати кораблю певної бокової швидкості. Швидкість, якої необхідно досягти, залежить від висоти орбіти – на великій висоті потрібна менша швидкість. Однак, враховуючи додаткову потенційну енергію перебування на більших висотах, загалом більше енергії використовується для досягнення вищих орбіт, ніж нижчих.
Швидкість, необхідна для підтримки орбіти біля поверхні Землі, відповідає бічній швидкості приблизно 7,8 км/с (17400 миль/год), енергії приблизно 30 МДж/кг. Це в кілька разів перевищує енергію на кг практичних сумішей ракетного палива.
Отримати кінетичну енергію незручно, оскільки повітряний опор має тенденцію сповільнювати космічний корабель, тому космічні кораблі з ракетними двигунами зазвичай літають за компромісною траєкторією, яка залишає найтовщу частину атмосфери дуже рано, а потім летять, наприклад, на орбіту пересадки Гомана, щоб досягти необхідна конкретна орбіта. Це мінімізує опір повітря, а також мінімізує час, який транспортний засіб витрачає на самостійне підняття. Airdrag є значною проблемою практично для всіх запропонованих і поточних систем запуску, хоча зазвичай вона менша, ніж труднощі з отриманням достатньої кінетичної енергії для того, щоб взагалі вийти на орбіту.

### Швидкість евакуації
Щоб повністю подолати земне тяжіння, космічний корабель повинен отримати достатню кількість енергії, щоб перевищити глибину гравітаційної свердловини потенційної енергії. Як тільки це станеться, за умови, що енергія не втрачається будь-яким неконсервативним способом, транспортний засіб вийде з-під впливу Землі. Глибина потенційної ями залежить від положення транспортного засобу, а енергія залежить від швидкості транспортного засобу. Якщо кінетична енергія перевищує потенційну, то відбувається втеча. На поверхні Землі це відбувається зі швидкістю 11,2 км/с (25 000 миль/год), але на практиці потрібна набагато вища швидкість через повітряний опір.

## Види космічних запусків

### Ракетний запуск
Ракети більшого розміру зазвичай запускаються зі стартового майданчика, який забезпечує стабільну підтримку протягом кількох секунд після запалювання. Завдяки високій швидкості вихлопу — від 2500 до 4500 м/с (9000—16200 км/год; 5600—10100 миль/год) — ракети особливо корисні, коли потрібні дуже високі швидкості, наприклад орбітальна швидкість приблизно 7800 м/с (28 000) км/год; 17 000 миль/год). Космічні кораблі, виведені на орбітальні траєкторії, стають штучними супутниками, які використовуються в багатьох комерційних цілях. Дійсно, ракети залишаються єдиним способом виведення космічних кораблів на орбіту та за її межі. Вони також використовуються для швидкого прискорення космічних кораблів, коли вони змінюють орбіту або знімаються з орбіти для посадки. Крім того, ракета може бути використана для пом'якшення жорсткого приземлення з парашутом безпосередньо перед приземленням.

### Неракетний запуск
Неракетний космічний запуск відноситься до концепцій запуску в космос, де більша частина швидкості та висоти, необхідних для досягнення орбіти, забезпечується силовою технікою, яка не підпадає під обмеження ракетного рівняння. Було запропоновано ряд альтернатив ракетам. У деяких системах, таких як система комбінованого запуску, скайхук, ракетний запуск на санках, рокун або повітряний запуск, частина загального дельта-v може бути забезпечена, прямо чи опосередковано, за допомогою ракетної тяги.
Сучасні витрати на запуск дуже високі – від 2500 до 25 000 доларів за кілограм із Землі на низьку навколоземну орбіту (НОО). У результаті витрати на запуск становлять великий відсоток від вартості всіх космічних починань. Якщо запуск вдасться зробити дешевшим, загальна вартість космічних місій буде зменшена. Через експоненціальну природу ракетного рівняння надання навіть невеликої швидкості LEO іншими способами має потенціал для значного зниження вартості виходу на орбіту.
Вартість запуску в сотні доларів за кілограм уможливить багато пропонованих великомасштабних космічних проектів, таких як колонізація космосу, космічна сонячна енергія і тераформування Марса.